# Averly
Averly fue el taller más grande de Aragón en fundición industrial y artística en hierro fundido y bronce. Suministró maquinaria para la industria, la agricultura, la sanidad y el transporte. También fundió obras artísticas, ornamentales y de mobiliario urbano. Está situada en Zaragoza.

## Historia

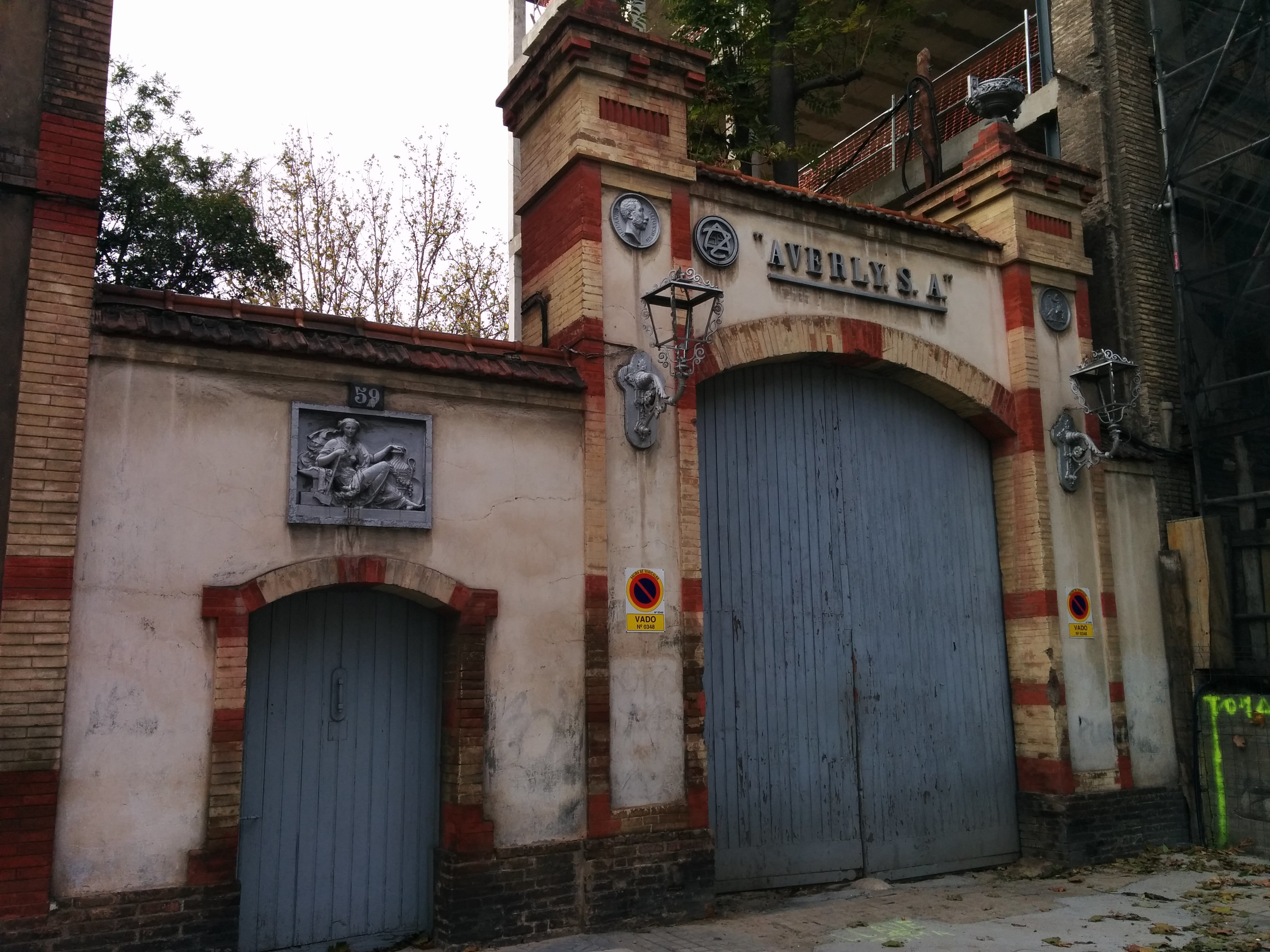
Fundición Averly en Zaragoza

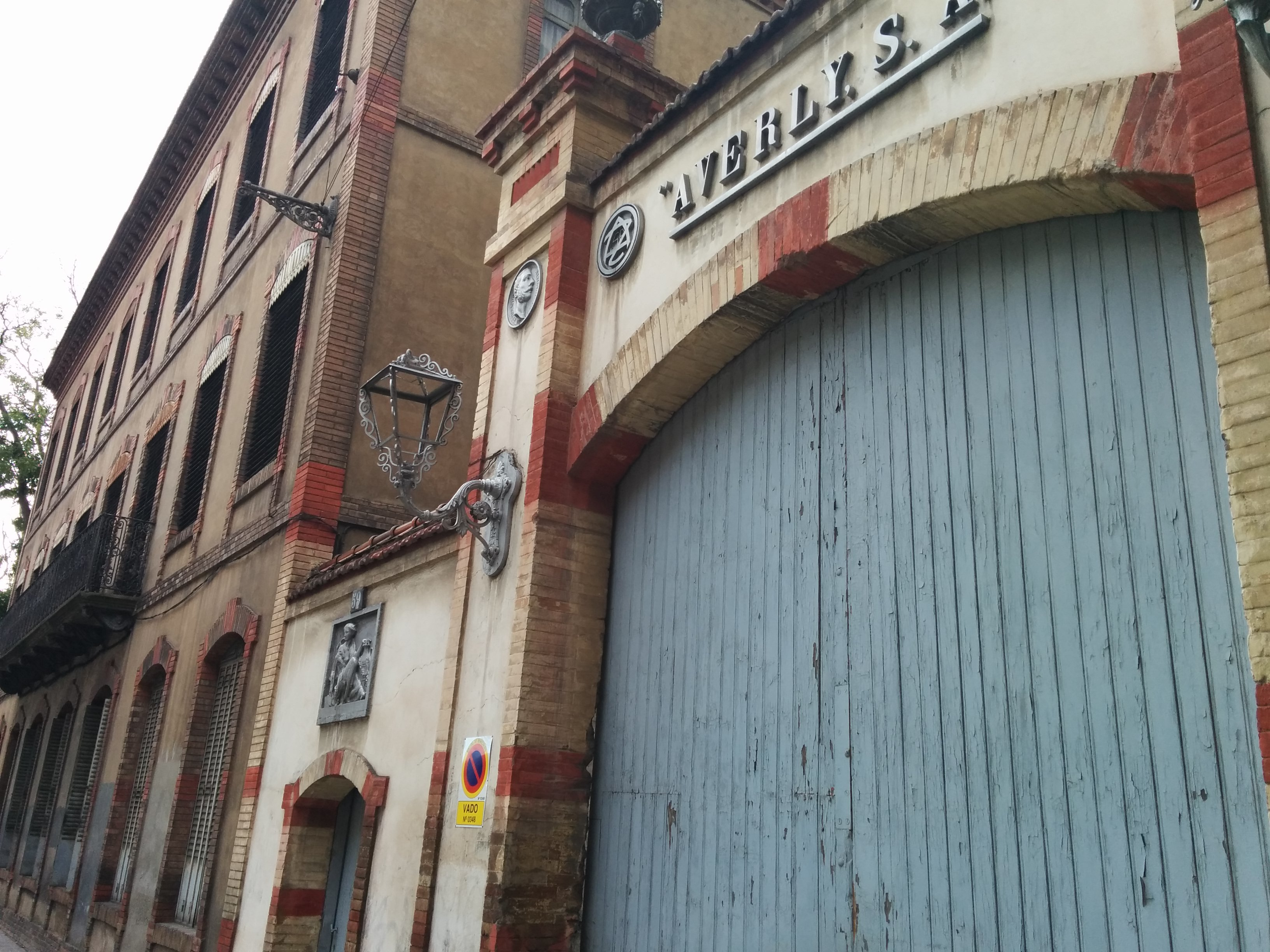
Fundición Averly en Zaragoza

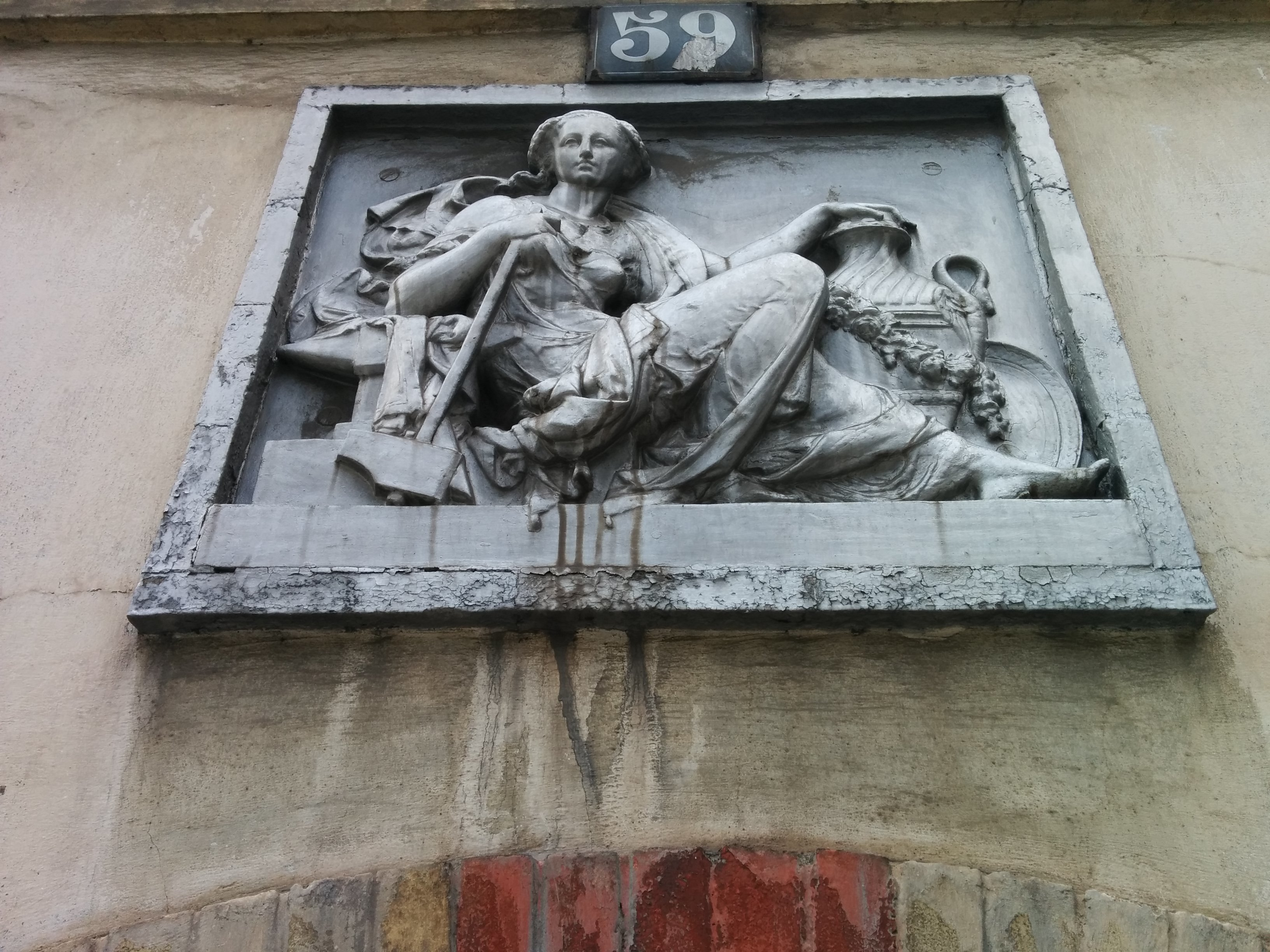
Fundición Averly en Zaragoza

En enero de 1853 el francés Antonio Averly y Françon constituyó junto a Goybet, Montgolfier, y los banqueros zaragozanos Villarroya y Castellano, la Sociedad Maquinista Aragonesa (S.M.A.) (razón social Julio Goybet y Cía), instalando en el barrio de Torrero de Zaragoza un taller dotado con turbina hidráulica de 15 CV con el objeto de dedicarse a la fundición y construcción de máquinas.
La fundación de la empresa se enmarcaró en la apertura financiera y bancaria del Bienio Progresista y en las facilidades creadas para las inversiones exteriores. Por esas fechas, y durante la década de los sesenta, pequeños establecimientos de fabricación de hierro y de fundición atendían una escasa demanda local y regional.
En 1861 se produjo la reestructuración de S.M.A. sobre una nueva base de capital y se trasladaron a un nuevo edificio que se situó en la que había sido la Torre de la Baronesa de la Menglana, frente al Camino de Miraflores, próximo al zaragozano paseo de las Damas.
En 1863 Antonio Averly inició otra etapa con la apertura de talleres propios en la calle San Miguel de Zaragoza.
En 1875 se constituyó la sociedad Juan Mercier y Cía para dedicarse a la fundición de todo tipo de piezas y donde Averly era el administrador y principal propietario, y Mercier se ocupó de dirigir los trabajos de fundición.
En 1876 formó la sociedad Averly, Montaut, Bardey y Cía con talleres en la calle de la Torre para construir maquinaria de molinería, fábricas de harinas, etc.
En 1880 se produjo el traslado a unas nuevas instalaciones en Campo Sepulcro, junto a la estación de ferrocarril, donde hoy sigue.
En 1886, coincidiendo con el surgimiento de las grandes empresas siderúrgicas vascas, le llevó a fundar en Bilbao la fábrica Averly y Cía. Fundiciones y Construcción Mecánica del Nervión, ubicándose próxima a los altos hornos y junto al ferrocarril de Portugalete, taller que llegaría a tener mayor número de trabajadores que el de Zaragoza.
En 1900 ocupaba 10 000 metros cuadrados, de los que unos 4.000 estaban edificados. Los edificios eran: viviendas, oficinas, taller de mecanización y montaje, calderería, carpintería y modelos, almacén, fundición y dependencias. Parte de los mismos permanecen en la actualidad.
En 1903 Antonio Averly dejó la dirección de todos sus negocios en manos de sus hijos y la empresa pasaría a llamarse Hijos de Antonio Averly.
En 1912 Fernando Averly se convirtió en el único propietario y director y la empresa pasó a llamarse Hijo de Antonio Averly.
En 1918 se convirtió en sociedad anónima, Averly S.A., y pasó a ser dirigida por Faustino Bea hasta 1960, año en que le sustituyó Guillermo Hauke Bea.
A comienzos del siglo XX, tenía una capacidad de fundición de 4.000 kg. por hora y contaba con 140 operarios. Fabricaba raíles para tranvías, turbinas hidráulicas en notable cantidad y grado de especialización, engranajes, poleas, cojinetes, toda clase de elementos de transmisión, miles de ruedas dentadas de diversos modelos y aplicaciones, material sanitario especializado, maquinaria e instalaciones de molinería, panadería, extracción de aceites y vinos, generadores y autoclaves de vapor, instalaciones para riegos y diverso material para la agricultura, como arados, etc.
La fundición aragonesa participó destacadamente en la Exposición de 1908 en Zaragoza, y cuenta en su haber con más de sesenta medallas otorgadas en exposiciones nacionales y extranjeras, como Chicago, Londres, París, La Haya, Bruselas (1910), Esmirna, Suez y El Cairo.
Dado el desarrollo de la ciencia y de la tecnología en España y en Aragón a fines del XIX y principios del XX, Averly contó siempre, como la gran mayoría de las empresas españolas de cierta envergadura, con el trabajo y la asistencia de ingenieros y técnicos extranjeros: los ingenieros franceses Jules Foucault (1870-h. 1900) y Luciano Mietton; Luis Butticar, ingeniero suizo; Constantino Roy, delineante francés; Francisco Laborie, maestro fundidor francés; Amadeo Mercier, ajustador francés; Guillermo Dur, ajustador austriaco y Ramón Roux, forjador francés. Averly tuvo un marcado carácter de escuela de formación de trabajadores.
La actividad industrial de esta empresa, desde los años sesenta del siglo XX, estuvo centrada fundamentalmente en la fabricación de prensas rápidas con accionamiento hidráulico autónomo de elevada producción, para embutición, estampación, forja, fabricación de refractarios, etc., y equipos para el pretensado del hormigón, material de laboratorio para ensayos de hormigones y bancos de pruebas para ensayo de prefabricados de hormigón. En los años ochenta el encarecimiento de la energía motivó una reactivación de la especialidad de turbinas hidráulicas.
En fundición industrial realizaba piezas de todo tipo de fundición gris, fundición nodular y fundición perlítica hasta 5 Tm. Principalmente se fundían pequeñas series y piezas unitarias como bancadas, engranajes, poleas, palancas, placas, cuerpos de bomba, piezas para turbinas, rodetes de turbinas y bombas, reductores y tuberías especiales.
A lo largo de toda la trayectoria de Averly, su carácter de proveedor de bienes de equipamiento y consumo para todo tipo de industria, comercio, agricultura o infraestructura y mobiliario urbanos, conllevó una muy variada actividad productiva. Desde la provisión de materias primas o elaboradas, la fase proyectiva y elaborativa de los distintos productos con toda la problemática de diseño de piezas adaptadas a las instalaciones que posee el cliente y su puesta en funcionamiento, potencia necesaria de las máquinas, transporte, etc., hasta las de publicidad, contabilidad y control de entradas y salidas, tamaño y peso de piezas, tiempo de fabricación y otros muchos aspectos, pueden seguirse detalladamente a lo largo de las distintas series documentales de su archivo.
Averly fue un medio de canalización o introducción de tecnología desde Europa: métodos, técnicas de trabajo y maquinaria. Esto se comprueba por la amplitud de su biblioteca y colección de revistas técnicas con que llegó a contar su oficina.

## Fundición artística

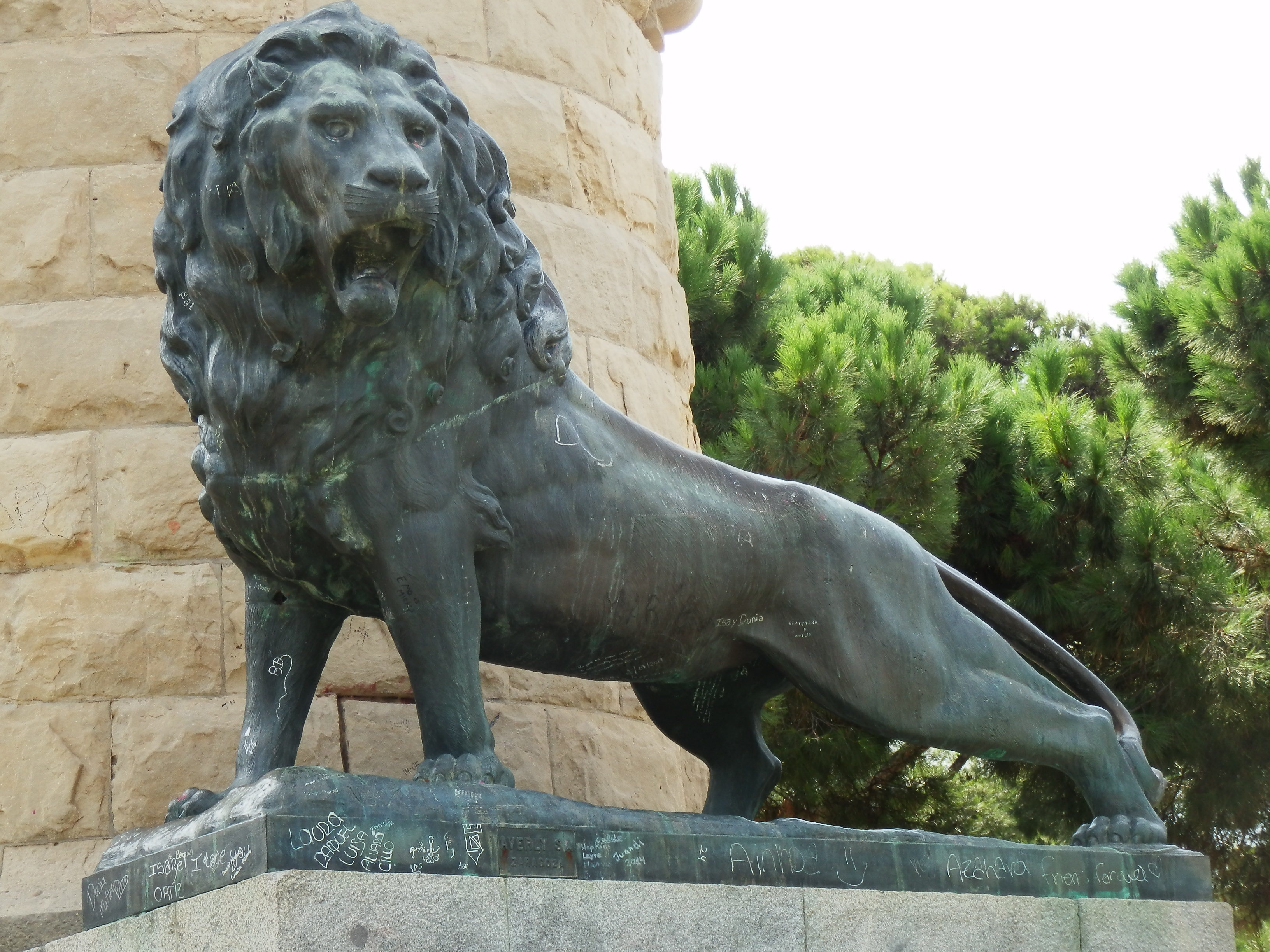
León creado por Virgilio Garrán Rico y fundido en Averly.

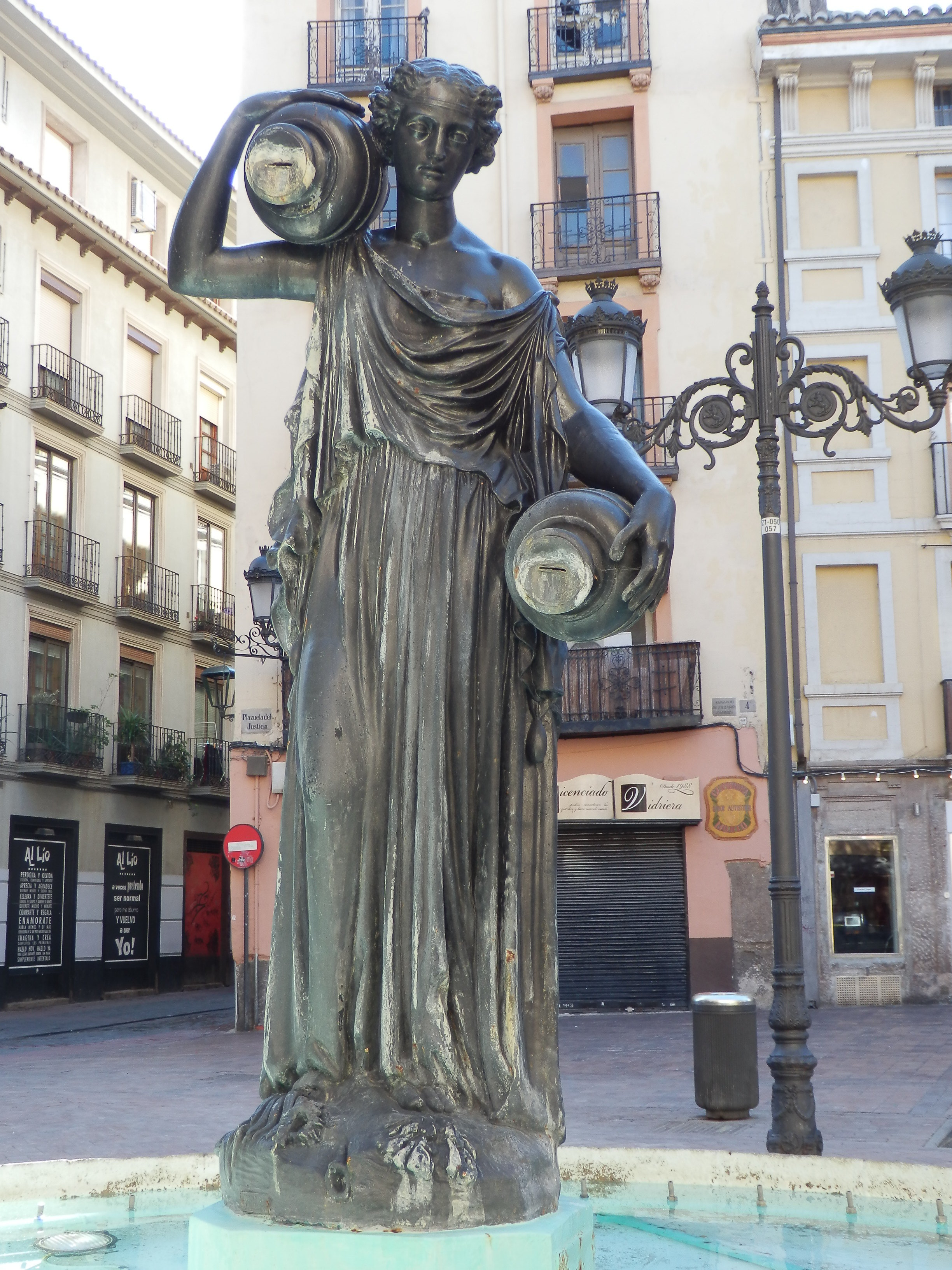
Fuente de la Samaritana en Zaragoza fundida en Averly hacia 1886.

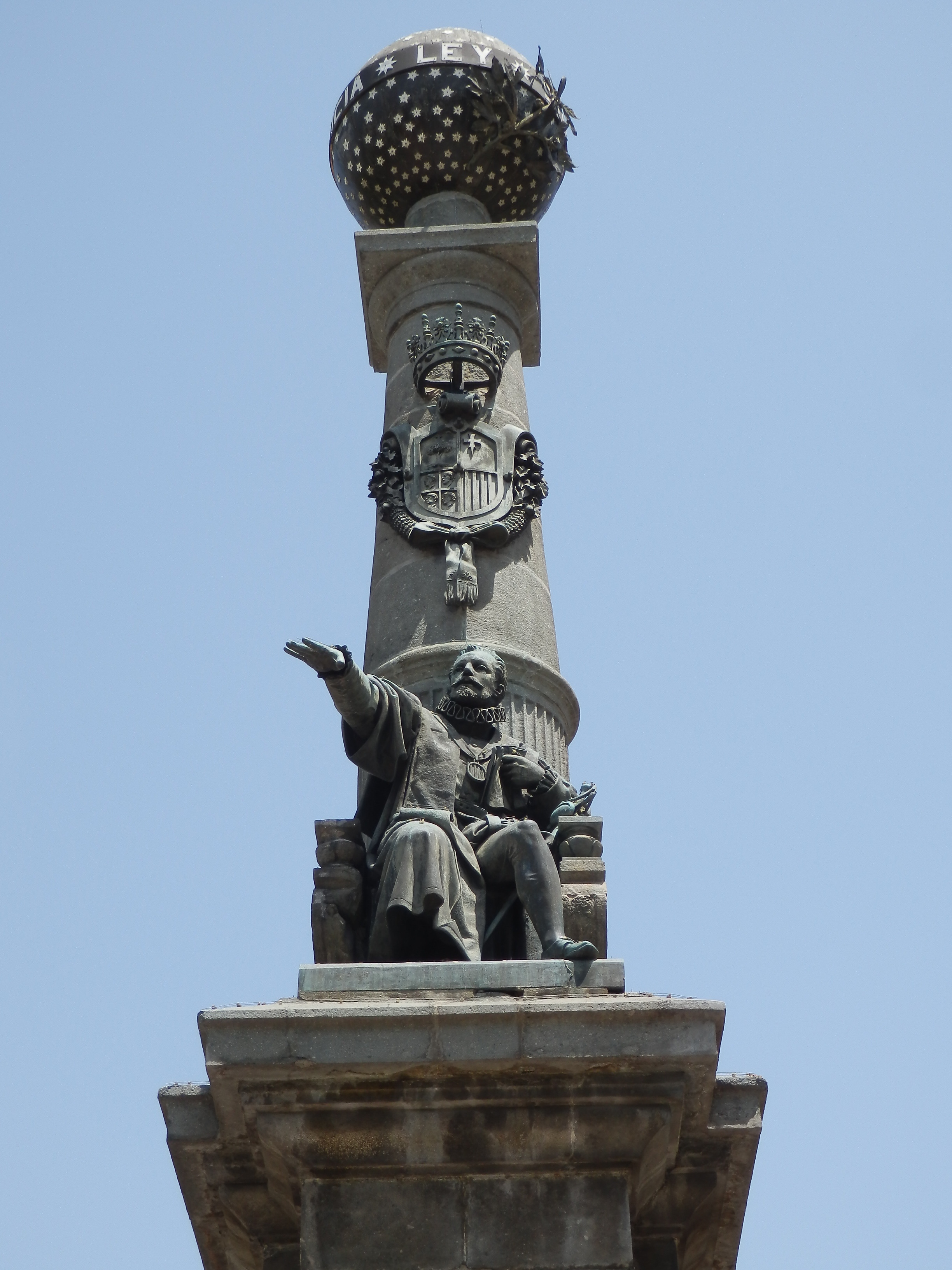
Monumento al Justicia de Aragón fundido en Averly.

Junto con los productos metálicos de uso industrial, en Averly se desarrolló muy especializadamente la fundición artística. Algunos ejemplos a resaltar sobre el escenario urbano zaragozano:
- Monumento al Justiciazgo en la plaza de Aragón.
- León del Batallador de Virgilio Garrán Rico.
- Estatua de la Samaritana en la plaza del Justicia.
- Ornamentos de La Seo (catedral del Salvador de Zaragoza) y de la catedral-basílica de Nuestra Señora del Pilar de Zaragoza, los chapiteles de sus torres.
- Columnas de los porches del mercado de abastos.
- Estructuras metálicas en los palcos del Teatro Principal de Zaragoza.[3]

## Mobiliario urbano y ornamentación

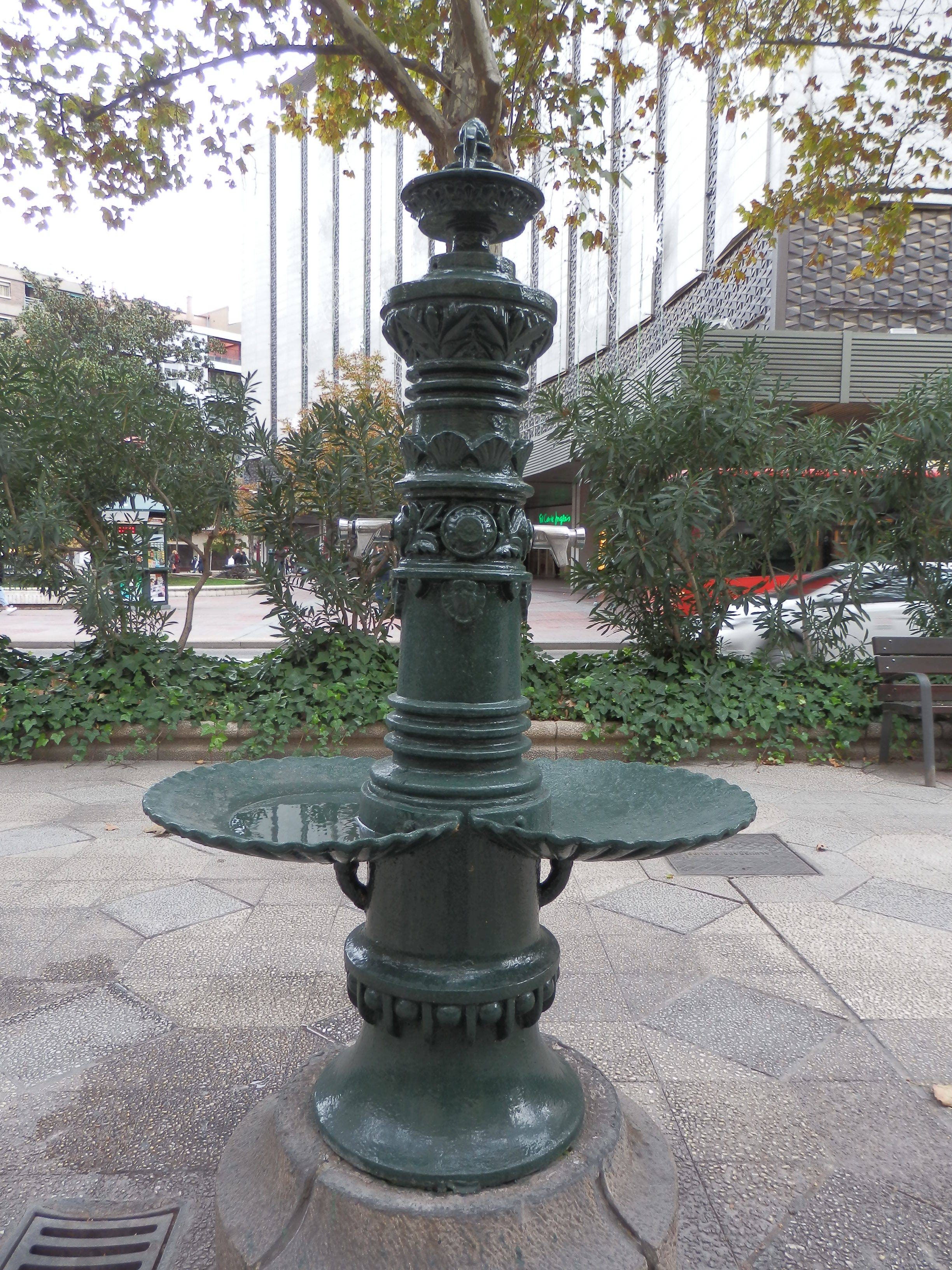
Fuente de beber realizada por Averly.

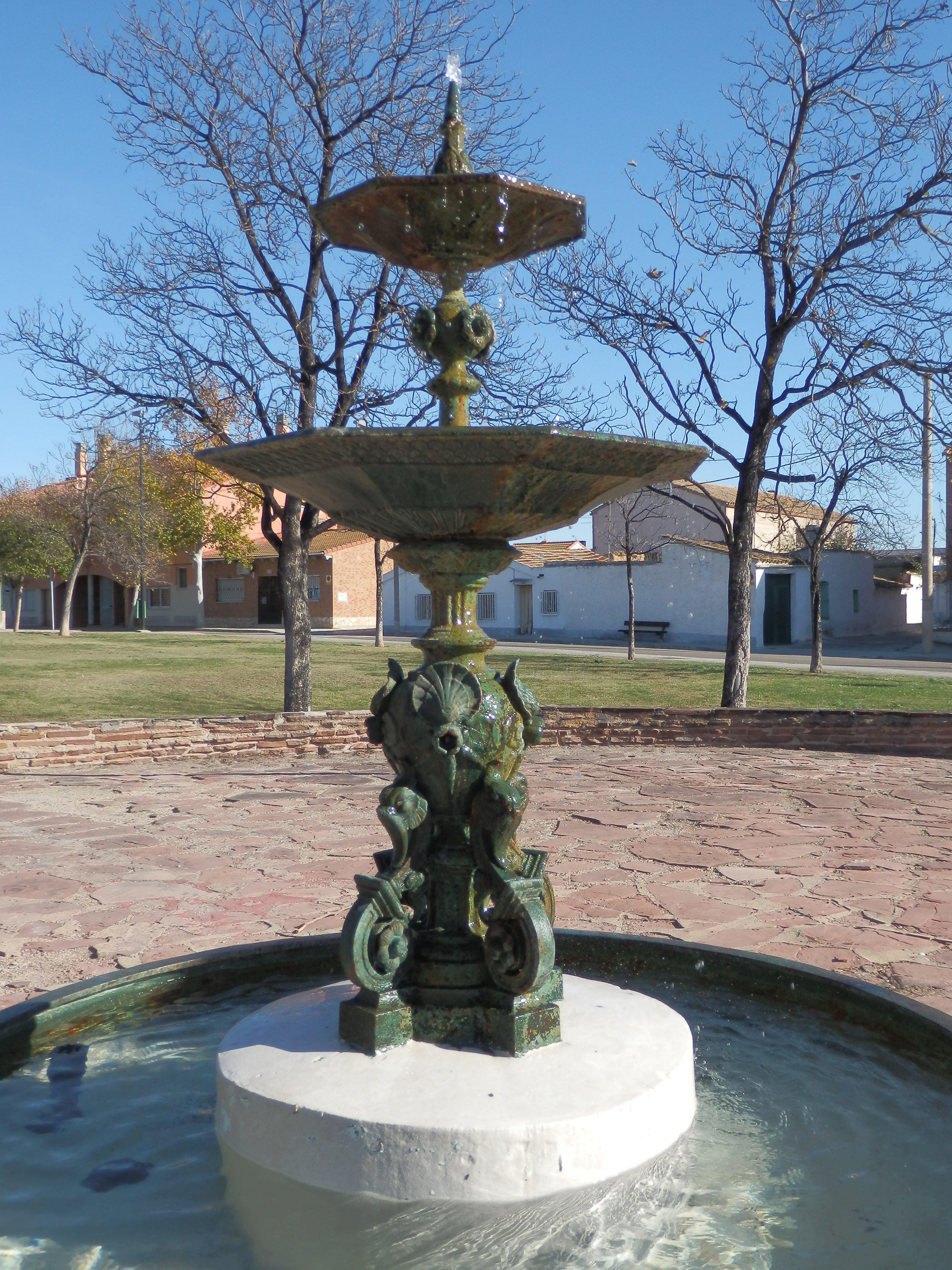
Fuente ornamental fundida por Averly.

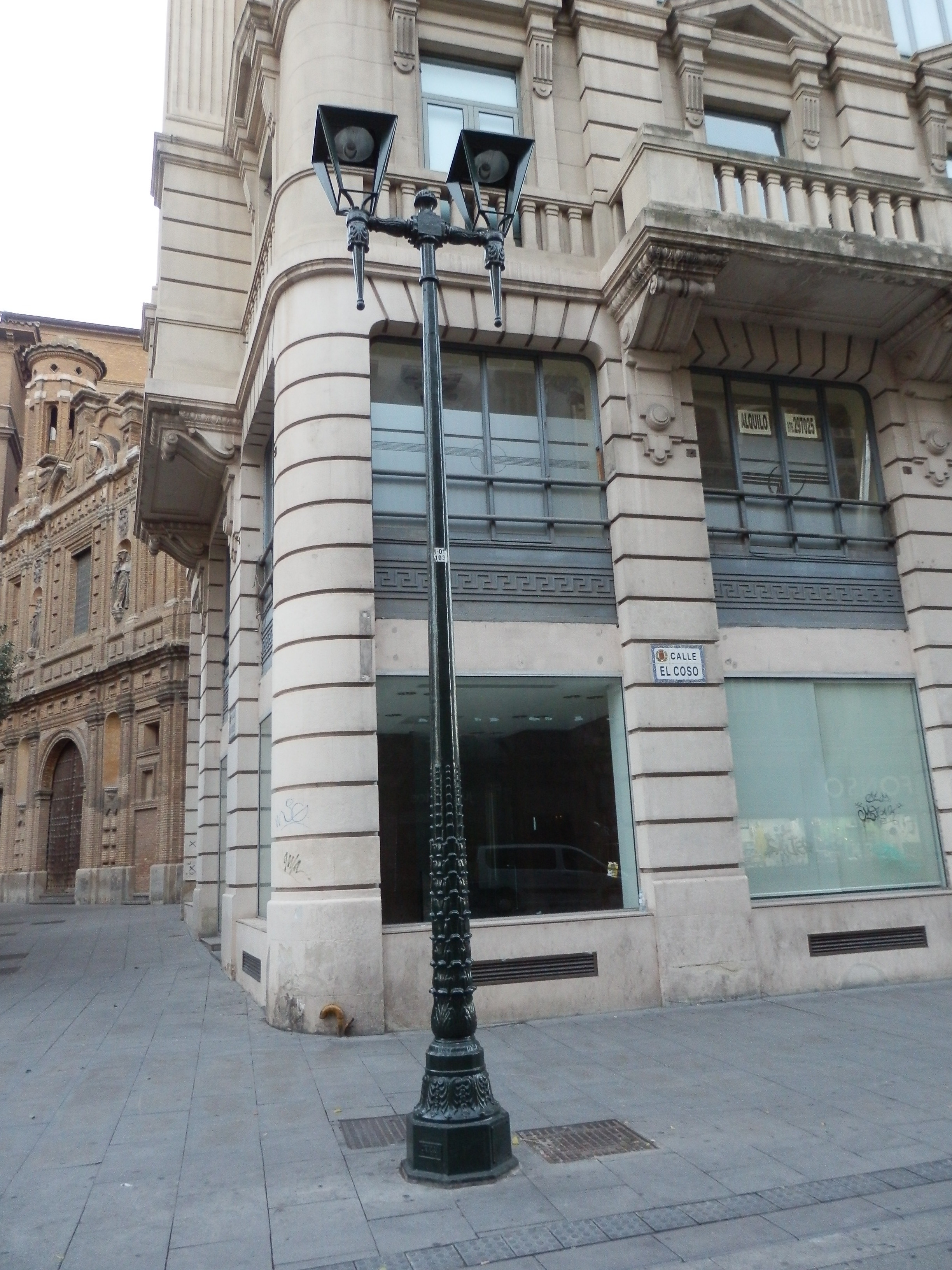
Farola fundida por Averly.

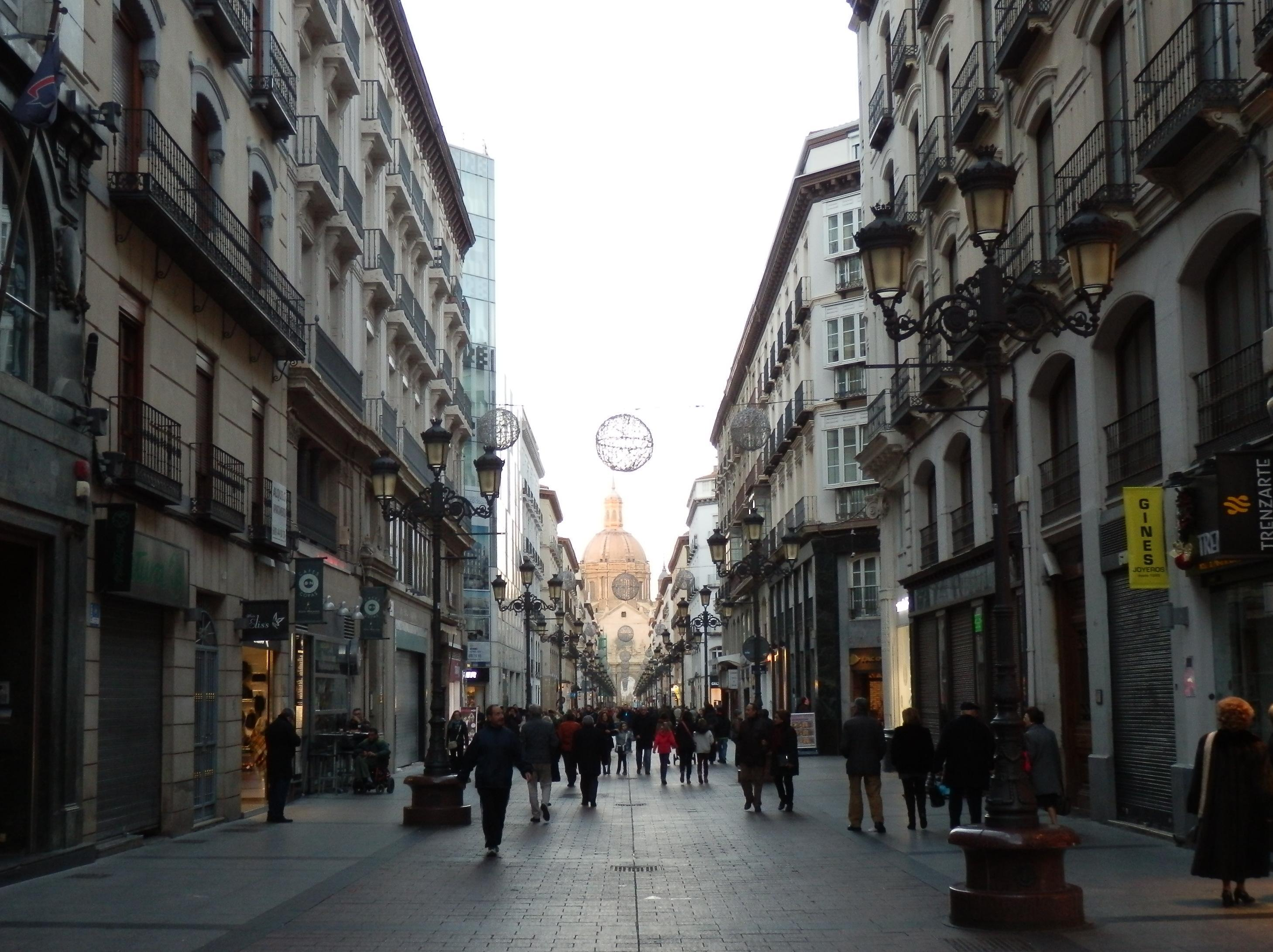
Farolas fundidas por Averly. Situadas en la calle Alfonso I de Zaragoza.

Tuvo una gran actividad en la fundición de mobiliario urbano y ornamentación:
- Fuentes Ornamentales
- Fuentes Ornamentales y para beber
- Bancos
- Farolas
- Bordeadores para jardín
- Antiaparcamientos
- Antepechos
- Balaustradas y escaleras
- Escaleras de caracol
- Placas trasfuego para chimeneas[4]

## Actualidad
En 2013, la constructora Brial compró los terrenos de la antigua fábrica para construir pisos, respetando únicamente lo que había sido declarado Bien Catalogado del Patrimonio Cultural Aragonés (la vivienda de la familia y la entrada principal). Se creó una plataforma ciudadana para salvar las naves de Averly.
La Dirección General de Patrimonio de la Gobierno de Aragón catalogó solo el 30% de la propiedad. En febrero de 2014 las Cortes de Aragón desestimaron dos proposiciones no de ley que pedían catalogar la totalidad de la vieja factoría zaragozana.
En julio de 2014, la Gerencia de Urbanismo del Ayuntamiento de Zaragoza suspendió el derribo por un procedimiento administrativo.
Finalmente, en julio de 2016, Brial comenzó los trabajos de demolición de las naves no catalogadas dentro del conjunto de Averly.
En la actualidad, la empresa Averly S.A. sigue dando servicio, por ejemplo, proyectando y fabricando turbinas hidráulicas y sus elementos para centrales hidroeléctricas y el bombeo renovable con cero coste energético, entre otros. Asimismo, sigue ofreciendo su línea de mobiliario urbano.

## Archivo
Desde 1863 en Averly se encuentran buena parte de relevantes aspectos de la historia económica regional y un material indispensable para la historia del arte y del urbanismo.
En el fondo documental de Averly están:
- Libros de copiador de cartas remitidas. Recopila la copia de la correspondencia remitida entre 1863 y 1918 y se agrupa en 399 volúmenes de unas 500 hojas cada uno. La serie completa recopilaría cerca de cien mil cartas. Una segunda serie de dos volúmenes de copiador de cartas entre 1870 y 1888. Una tercera serie de 64 volúmenes con copias de cartas entre 1918 y 1950.
- Libros de correspondencia recibida. Recopila los originales de la correspondencia (cartas, albaranes, facturas, prospectos, publicidad, circulares, etc.) recibida entre 1866 y 1918, agrupados en 534 volúmenes. Esta serie tiene su continuidad en otra de carácter misceláneo y ordenada por años, que está constituida por 1.055 legajos de 1918 en adelante.
- Libros de salidas o entregas de mercancía. Se trata de una serie de 37 libros de registro pautados donde se anotaba el día a día de las entregas de piezas u otros elementos que salían de los talleres, trabajos de reparación realizados, etc. Aporta gran cantidad de datos y nos informa de la fecha, nombre del cliente, población, dirección, así como, generalmente, la forma y tipo de piezas, su número de catálogo, peso, potencia, medidas, etc.
- Inventarios: Una serie de tres volúmenes: 6 (1910), 7 (1911), 8 (1912). Otra serie de 13 volúmenes (1918-1957).
- Salida de fundición: Un volumen (1878-1880).
- Facturas a cargo de Averly. Consta de 11 volúmenes (1910-1918).
- Vales, notas y salidas de mercancías: 45 volúmenes (1892-1934).
- Facturas y recibos. Serie formada por 110 volúmenes (1865-1917) de la que faltan 6 volúmenes.
- Planos de proyectos: El Censo-Guía de Archivos Iberoamericanos cifra en 30.000 el número de legajos que se hallan conservados en armarios numerados I-IX, con planos de proyectos pertenecientes a distintas fases de la empresa desde 1853.
- Libro de diplomas de premios obtenidos en exposiciones y concursos industriales, nacionales e internacionales, y otros, que agrupa 44 documentos. Se complementa con un cuadro-expositor que contiene las distintas medallas obtenidas.
- Colección de negativos sobre placas fotográficas de cristal. Se conservan cinco cajas: A (76 placas), B (66 placas), C (64 placas), D (sin localizar), E (20 placas), F (11 placas).
- Copias de facturas. Serie de 83 volúmenes (1918-).
- Gastos generales. Serie de 11 volúmenes (1918-1949).
- Libro Mayor. Serie de 22 volúmenes (1918-1970).
- Libros Balances. Serie de 20 volúmenes (1918-1974) y serie desde 1974.
- Libros Caja. Serie de 9 volúmenes (1918-1970) y fichas (1966-1979) y varios volúmenes desde 1979.
- Entradas de material, pedidos y construcción. Serie de 101 volúmenes (1949-1965).
- Fichas de costos. (1973-).
- Fundición. 19 volúmenes (1950-1962).
- Costes de soldadura. (1944-1963).
- Registros de presupuestos. (-1983).
- Nóminas (fichas). 24 volúmenes (1917-1949).
- Índice fichas de personal. (1918-1979).
- Balances e inventarios, varios volúmenes desde 1974.
- Entradas material. Tres volúmenes (1979-).
- Nómina. Varios legajos (1981-).
- Expedientes y ficha personal. Varios legajos (1959-).
- Registro piezas fundidas.
- Fichero de clientes.[2]